# Килеево (Башкортостан)
Килеево (баш. Киләй) — село в Бакалинском районе Республики Башкортостан Российской Федерации. Входит в состав Килеевского сельсовета.

## География

### Географическое положение
Расстояние до:
- районного центра (Бакалы): 12 км,
- ближайшей ж/д. станции (Туймазы): 87 км.

Через село протекает речка Урзя.

## Население
| 2002 | 2009 | 2010 |
| ---- | ---- | ---- |
| 550  | ↗575 | ↘498 |

Согласно переписи 2002 года, преобладающая национальность — русские (87 %).

## Религия
В селе есть православная церковь Троицы Живоначальной.